# Западная литература
За́падная литерату́ра, европейская литература — литература, созданная в контексте западной культуры на европейских языках, в том числе принадлежащих к индоевропейской семье, а также нескольких других языках, географически или исторически связанных с Европой (баскский, венгерский, финский, эстонский, мальтийский и иврит). Западная литература считается одним из основных элементов западной цивилизации.
Западная литература, как и европейские языки, несмотря на их разнообразие, является частью общего культурного наследия древней Греции и Рима. Это культурное наследие было сохранено и переосмыслено, а вместе с распространением христианства нашло отражение в культурах и народных языках Европейского континента, Западного полушария и других регионов, заселённых европейцами.

## Разнообразие западной литературы
Западная литература демонстрирует единство в своих основных чертах, которое отличает её от литературы остального мира. Лучшие произведения западной литературы включены в «западный канон». Западная литература включает в себя произведения на многих языках. Греческий, латинский, немецкий, прабалтийский и славянские языки, кельтские и романские языки являются членами индоевропейской языковой семьи. Финский, венгерский, а также семитские языки восточного Средиземноморья, такие как иврит, не являются индоевропейскими. Литература на этих языках, однако, тесно связана с западной литературой:
- Австралийская литература
- Английская литература
- Литература Австрии
- Литература Албании[6]
- Литература Армении[6]
- Литература Аргентины
- Баскская литература[англ.]
- Белорусская литература
- Бельгийская литература
- Болгарская литература
- Боснийская литература[6]
- Бразильская литература
- Британская литература
- Валлийская литература
- Венгерская литература
- Греческая литература
  - Древнегреческая литература
- Грузинская литература[6]
- Датская литература
- Литература на идише[6]
- Ирландская литература
- Исландская литература
- Испанская литература
- Итальянская литература
- Канадская литература
- Каталонская литература
- Кипрская литература[англ.][6]
- Латиноамериканская литература
- Латышская литература
- Литовская литература
- Македонская литература
- Мальтийская литература[англ.][6]
- Литература Мексики
- Немецкая литература
- Нидерландская литература
- Литература Новой Зеландии
- Норвежская литература
- Польская литература
- Португальская литература
- Римская литература
- Румынская литература
- Русская литература
- Литература Северной Ирландии[англ.]
- Серболужицкая литература
- Сербская литература
- Словацкая литература
- Словенская литература
- Литература США
- Украинская литература
- Литература Уругвая
- Литература Финляндии
- Французская литература
- Хорватская литература
- Чешская литература
- Шведская литература
- Литература Швейцарии
- Литература Шотландии
- Эстонская литература

## Античная литература
Античной литературой называют литературу Древней Греции и Древнего Рима. Эпохой античной литературы принято считать период от IX—VIII веков до н. э. до V века н. э.
Характерные черты античной литературы:
- впервые объектом внимания литераторов становится человек;
- связь с мифологией; греческие мифы рассказывают о богах, похожих на людей, и живущих земной жизнью;
- практически все жанры современной литературы появились и оформились в античности, сохранив свои наименования: эпос, элегия, лирика, гимн, ода, трагедия, драма, сатира, комедия.

Поэмы Гомера «Илиада» и «Одиссея», поэма Гесиода «Труды и дни» являются примером древнегреческого эпоса. Анакреонт, Алкей, Архилох, Сапфо были поэтами—лириками.
Театр, который называли «школой жизни», играл важную роль в жизни древних греков. В жанре трагедии, конфликта судьбы (рока) и человека, работали Софокл («Царь Эдип»), Эсхил («Прометей прикованный»), Еврипид («Медея»). В то время как Софокл изображал в своих трагедиях людей такими, какими они должны быть, то Еврипид — такими, какие они есть на самом деле. Аристофан, развивавший жанр политической комедии, считается отцом древнегреческой комедии («Лягушки», «Лисистрата»). Менандр работал в жанре бытовой комедии.
В творчестве Федра и Эзопа представлена античная басня.
В римской литературе произведения в жанре исторической прозы писали Полибий и Юлий Цезарь («Записки о Галльской войне»), в жанре сатиры — Апулей («Метаморфозы»). Катулл был крупным поэтом-лириком. Он создал цикл стихов, посвящённых Лесбии. Всемирно известным стало творчество Вергилия (избранные стихотворения «Буколики», поэмы «Энеида», «Георгики»), Овидия («Метаморфозы», «Наука любви»), Горация (оды, «Послание к Пизонам»).